# ピクサー・ピア
ピクサー・ピア（Pixar Pier）とは、アメリカ合衆国カリフォルニア州のディズニー・カリフォルニア・アドベンチャーにあるテーマランドの一つである。カリフォルニアに以前存在したヴィクトリア朝のボードウォーク、及びピクサー作品をテーマとしている。ここでは隣接しており、かつては同じテーマランドであったパラダイス・ガーデンズ・パーク（Paradise Gardens Park）についても説明する。

## 概要
2001年のディズニー・カリフォルニア・アドベンチャー開園時に、パラダイス・ピア（Paradise Pier）として誕生したエリアが元となっている。人工の池を囲むようなエリア設計となっており、いくつものアトラクションやレストラン、ショップが並んでいる。
開園当初はサンタモニカ・ピアやサンタクルーズ・ボードウォークを模した現代的なデザインだった。2007年頃にパーク全体の再開発が行われ、1920年代のヴィクトリア朝のボードウォークをテーマとしたデザインに変更され、トイ・ストーリー・マニア!を初めとした様々なアトラクションが追加、もしくはテーマ変更された。
2018年夏、第二期の拡張工事として、パラダイス・ピアの一部をピクサーの映画をテーマにした「ピクサー・ピア」にリニューアルされた。それ以外のエリアは「パラダイス・ガーデンズ・パーク」という名のエリアとなった。

## ピクサー・ピア

### アトラクション
- インクレディコースター
- インサイド・アウト・エモーショナル・ワールウィンド
- ゲーム・オブ・ピクサー・ピア
- ジェシーのクリッター・カルーセル
- ピクサー・パル・ア・ラウンド
- トイ・ストーリー・ミッドウェイ・マニア!

### レストラン
- ジャック・ジャック・クッキー・ナムナムズ
- セニョール・バズ・チュロス
- アングリー・ドッグス
- ランプライト・ラウンジ
- アドラブル・スノーマン・フロステッド・トリーツ
- ポルトリー・パレス

### ショップ
- キックス・ナックス
- ミッドウェイ・マーカンタイル
- ビン・ボンのスイート・スタッフ

## パラダイス・ガーデンズ・パーク

### アトラクション
- ゴールデン・ゼファー
- グーフィーのスカイ・スクール
- ジャンピン・ジェリーフィッシュ
- リトル・マーメイド:アリエルのアンダーシー・アドベンチャー
- シリー・シンフォニー・スウィング
- ワールド・オブ・カラー

### レストラン
- ベイサイド・ブリューズ
- ボードウォーク・ピザ & パスタ
- コーンドッグ・キャッスル
- パラダイス・ガーデングリル

### ショップ
- エンバカデロ・ギフト
- シーサイド・スーベニア